# 신명 (신령)
신명은 천왕, 별신, 신인 등을 이르는 말이다.

## 천왕
천왕은 하늘에서 태백산 마루 단목 아래에 내려와서 인간의 일 360여 사를 모두 주관했고, 곰을 인간으로 변하게 하고 사람으로 변한 곰과 합환(合歡)해서 아들을 낳았다. <성종실록(成宗實錄)>은 단군신화에 나오는 세 사람, 즉 환인·환웅·단군을 모두 천왕(天王)으로 칭했다.  천제(天帝)가 북부여의 흘승골성(訖升骨城)에 5용차(龍車)를 타고 내려와서 도읍을 세우고 스스로 해모수(解慕漱)라 하였다. 그 뒤에 해모수는 상제(上帝)의 어명에 의해서 동부여로 도읍을 옮겼다. 이 기록에 의하면 상제가 땅에 보낸 자가 천제이고 천제는 곧 땅의 왕이다. 상제란 용어는 중국의 상탕(商湯) 때에 쓰인 황상제(皇上帝)가 있고 주대에 들어와서는 호천상제(昊天上帝)라 하였으며 한대(漢代) 초에 단지 상제라 하고 상제를 태을(太乙)이라고도 부르며 나중에 황천상제(皇天上帝)라고도 했었는데 그 상제가 제사의 대상이 되었다. 그 제사자를 삼한(三韓)에서 천군(天君)이라 하고 상제를 천신(天神)이라고 일컬었다. 그 천신이 백제에서는 한(漢)나라 초기와 같이 황천상제라고 불리었다. 이 황천상제의 칭호는 가락국(駕洛國)에서도 쓰였다. 그런데 상제에 제사를 올리던 천군이 제사를 받는 대상이 되어 산정(山頂)의 신사(神祠)에 좌정(座定)한다. 이것을 천왕 또는 선왕(仙王)이라고 부른다. 이런 성격의 신이 곧 부족의 조신(祖神)들이다. 고구려의 부여신(夫餘神)이니 등고신(登高神)이니 하는 신(神)이 바로 그런 종류이다. 그리고 이런 부족의 조신은 거의 모두가 목제(木製)로 된 우상신(偶像神)이라는 것이 조신의 특징이다. 오늘날 민간에서의 신이란 대부분 이런 종류의 신이다.

## 별신
이것은 상제에까지 오를 수 없는 층의 신령들이다. 말하자면 주신(主神)에 대한 분신(分神)으로 생각된다. 예컨대 가택신(家宅神)에 성주신·제석신·성조신·토주신·조상신·조왕신·업왕(業王)신이 있는 따위이다. 이런 별신에 속하는 것으로서 방백신(方伯神)·사방대력신(四方大力神)·방위의 6신 등이 있다.

## 신인
신인은 고구려 보장왕 때의 사람들이 믿었는데 마령(馬嶺)의 꼭대기에 나타났다고 한다. 이 신인은 백제에서는 아침 저녁으로 산과 산 사이를 날아다닌다고 믿어졌다.

## 같이 보기
- 숭배
- 일월성신과 천지신명